# Bernard Salignon
Pour les articles homonymes, voir Salignon.
Bernard Salignon, né en 1948 à Fournès (Gard), est un philosophe et psychanalyste français.

## Biographie
Bernard Salignon fait ses études secondaires au lycée Daudet, puis supérieures aux universités Montpellier-III et de Vincennes (où il « fréquente assidûment » le cours de Gilles Deleuze). Il soutient en 1990 une thèse de doctorat en philosophie sous la direction d'Alain Gouhier. 
Il enseigne à l'École nationale supérieure d'architecture de Montpellier, avant de devenir professeur d'esthétique et directeur du département de psychanalyse de l'université Montpellier-III.
S'inscrivant dans le mouvement de recherches pluridisciplinaires des années 1960, sa démarche « hétérodoxe » l'a amené à commenter les Présocratiques et faire l'exégèse de Martin Heidegger, Henri Maldiney ou André Du Bouchet. Il s'efforce d'articuler art, esthétique et psychanalyse. Il a livré une réflexion sur l'architecture, Qu'est-ce qu'habiter (1992).

## Ouvrages
- Qu'est-ce qu'habiter ? : réflexions sur le logement social à partir de l'habiter méditerranéen, Nice, Z'éditions, 1992  (ISBN 2-87720-088-4).
- Temps et Souffrance : temps, sujet, folie, Saint-Maximin, Théétète, 1993  (ISBN 2-9507438-0-3).
- Parménide : énigme de la présence et dévoilement de la pensée, Montpellier, Centre de recherche sur le poétique, 1994  (ISBN 2-905397-78-0).
- La cité n'appartient à personne : architectures, esthétique de la forme, éthique de la conception, Saint-Maximin, Théétète, 1997  (ISBN 2-9510860-0-8).
- Rythme et Arts : les fins de l'architecture (ill. Henri Gaudin), Lecques, Théétète, 2001  (ISBN 2-912860-23-7).
- Catherine Gfeller, plasticienne : dérobades, Montreuil, L'Œil, 2002  (ISBN 2-912415-48-9).
- Les Déclinaisons du réel, Paris, Le Cerf, 2006  (ISBN 2-204-07723-2).
- Où : l'art, l'instant, le lieu (préf. Henri Gaudin), Paris, Le Cerf, 2008  (ISBN 978-2-204-08617-2).
- L'Attente infinie : Séville en vierges (photogr. Catherine Gfeller, préf. Jean-Pierre Olivier), Paris, Le Cerf, 2012  (ISBN 978-2-204-09818-2).
- Frontières du réel ou l'espace espace, Paris, L'Harmattan, 2015  (ISBN 978-2-343-07688-1).